# Guglielmo Marconi
Marchese Guglielmo Marconi [guʎ'ʎe:lmo mar'ko:ni] (sinh 25 tháng 4 1874 - 20 tháng 7 1937) là một nhà phát minh người Italia, được coi là "cha đẻ của ngành truyền thanh".

## Cuộc đời
Ông sinh ngày 25 tháng 4 năm 1874 tại Bologna, Italia trong gia đình có cha là một thương gia giàu có. Mẹ ông là nhạc sĩ theo đạo Công Giáo. Khi mới sinh ra, Marconi có đôi tai to kì dị khiến người ta đã phải thốt lên "Đôi tai có thể nghe cả tiếng động của không khí". Không ngờ sau này, cuộc đời và sự nghiệp của ông gắn liền với sự nghiệp truyền thanh.
Mẹ đã luyện cho ông trở thành đứa trẻ ngoan ngoãn, siêng đọc kinh thánh và chơi dương cầm nhưng sở thích của ông lại là khoa học. Nhờ quen biết, ông đã vào làm đánh máy ở bưu điện, ông quan tâm chính là về kĩ thuật truyền tin đi xa.
Những cuốn sách đầu tiên ông đọc là của nhà bác học Hecz về sóng điện từ và ông đã bắt đầu thử làm các thí nghiệm về truyền tin đi xa khi mới 20 tuổi.
Tháng 2 năm 1896, ông sang London và sau đó là làm ở một công ty viễn thông của Anh. Sự nghiệp của ông bắt đầu từ đó.

## Sự nghiệp
Năm 1897, ông đã truyền đi được một tín hiệu xa 14 km. Nhờ những tín hiệu đó mà một tai nạn trên eo biển Manche. 
Sau những lỗ lực, thành công cũng đã đến thực sự với ông. Đó là vào ngày 12 tháng 12 năm 1901, ông làm thí nghiệm truyền xa với nhiều đường tín hiệu khiến nhiều người đã bị thuyết phục. Ông chứng minh sóng radio có thể phản hồi lại thành từng lớp trong khí quyển, giải thích tại sao sóng radio có thể truyền đi khắp thế giới.
Khi mới 27 tuổi, ông đã trở thành công dân danh dự của Rome.
Ông được biết đến là người đã phát minh ra máy điện báo radio, nhưng sau khi được giải Nobel vật lý, Nikola Tesla đã phản hồi như sau:
" Marconi is a good fellow. Let him continue. He is using seventeen of my patents "
Ông cùng Karl Ferdinand Braun là hai người người đồng đoạt giải Nobel vật lý năm 1909 "là sự công nhận những đóng góp của họ cho sự phát triển của ngành điện báo vô tuyến". Nhờ có sóng vô tuyến điện mà rất nhiều hành khách trong vụ đắm tàu Titanic đã được cứu sống vào năm 1912.
Năm 1930, ông chế tạo thành công máy tiếp nhận sóng vô tuyến điện phản chiếu, làm cơ sở nghiên cứu chế tạo Radar sau này.
Năm 1937, ông qua đời. Nhật báo Times của Anh đã đánh giá:
| “ | Khi các sử gia tương lai nghiên cứu về giai đoạn đầu thế kỷ 20, có lẽ họ sẽ coi Marconi như là nhà thông thái lớn lao nhất thế kỷ và sẽ cho rằng đáng lấy tên ông để đặt tên cho thế kỷ này | ” |

Về cuối đời, Marconi là người ủng hộ chủ nghĩa Phát xít Ý  và là người biện hộ cho lý thuyết của họ.